# Науман, Зигфрид
Зигфрид Науман (швед. Sigfrid Naumann; 27 ноября 1919, Мальмё — 13 июня 2001, Мальмё) — шведский композитор, дирижёр и музыкальный педагог.
Сын Жана Наумана (1887—1965), музыкального педагога, перебравшегося в Мальмё в 1906 году из Дрездена.
Учился у своего отца, затем обучался игре на скрипке у Эндре Вольфа. Изучал дирижирование у Тура Манна и композицию у Мельхера Мельхерса в стокгольмской Королевской школе музыки (1942—1945). В 1945—1949 гг. дирижировал оркестром и хором в Эрншёльдсвике. Затем решил продолжить своё музыкальное образование в Зальцбурге и Риме, занимался дирижированием под руководством Вильгельма Фуртвенглера, Германа фон Шмайделя и Германа Шерхена, композицией у Ильдебрандо Пиццетти и Франческо Малипьеро. В 1953—1954 гг., вернувшись в Швецию, возглавлял Симфонический оркестр Евле, затем работал в Великобритании и Германии. В 1962 г. основал камерный ансамбль Musica Nova и руководил им до 1977 г.
Автор трёх симфоний (1950, 1951, 1956), концерта для фагота с оркестром (1947) и других сочинений для симфонического и духового оркестра, различных (по большей части неожиданных) камерных составов, многих вокальных и хоровых произведений (в том числе на слова Федра, Петрония, Франциска Ассизского, Карла Линнея).
В 1963—1983 гг. преподавал дирижирование в Королевской школе музыки в Стокгольме, с 1976 г. профессор.
Действительный член Шведской королевской музыкальной академии (1975). Лауреат ряда премий, в том числе имени Аттерберга (1991, от Шведского международного общества композиторов).
Трижды был женат, третьим браком (с 1984 г.) на актрисе Эллике Манн. Единокровный брат — Хартвин Науман (1954—2008), скрипач и музыкальный педагог.